# Jean Gilles
Jean Gilles, född 1904 i Perpignan i Frankrike, död 1961, var en fransk brigadgeneral.
Gilles inledde sin militära bana redan som 12-åring och utbildades vid militärakademin i Saint-Cyr där han förlorade ett öga, vilket han ersatte med ett av glas. Han deltog i Frankrikefälttåget 1940, arresterades i Spanien och var internerad under resten av andra världskriget. Han ledde de franska fallskärmstrupperna under Indokinakriget, framför allt vid slaget vid Dien Bien Phu 1954, och deltog senare vid Suezkrisen 1956.
Gilles far omkom i första världskriget och sonen Michel dog under Algerietkriget 1961. Gilles dog av en hjärtattack i augusti 1961.

## Källor

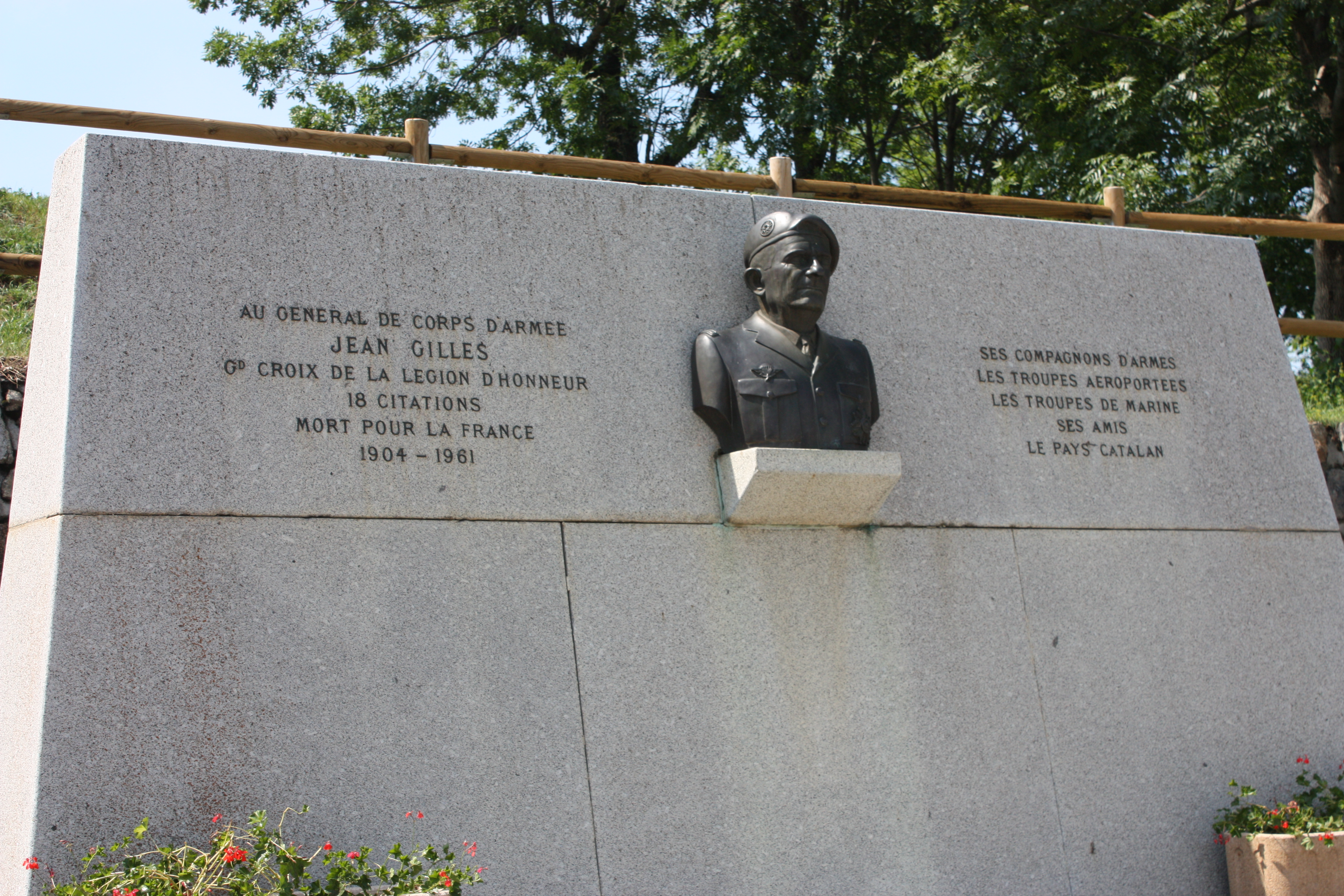